# 吴拉姆雷扎·梅赫拉比
吴拉姆雷扎·梅赫拉比（波斯語：غلامرضا محرابی；？—2025年6月13日）曾任伊朗伊斯兰革命卫队准將。自2016年起直至2025年6月以色列空袭伊朗期间身亡，他一直担任伊朗武装部队总参谋部情报部门副主管。

## 生涯
2013年2月16日，针对一些伊朗官员提出关于与美国进行核谈判的呼吁，梅赫拉比表示：“如果我们退缩，他们就会进一步推进，因此我们予以抵制。伊朗是一个拥有丰富资源的伟大国家；它有强大的军事力量、聪明的人民、果断的领导层以及丰富的自然资源和能源。因此，如果我们在场并意识到这一点，什么都将不会发生。” 他还否认谈判会导致解除制裁的说法，称其为“谎言”。他表示：“制裁的目的是为了挑起人民与当局的对立，但我们必须承认，我们已经有力地控制了局势，并摆脱了这些问题。”
在长达八年的两伊战争中，他担任军事指挥官。2016年，他被任命为伊朗武装部队总参谋部情报部门副负责人，这一职位使他成为伊朗军事情报行动中的核心人物。

## 死亡
梅赫拉比于2025年6月13日在以色列对伊朗的袭击中丧生。 此次袭击的目标是首都德黑兰及其周边地区，和其他地区军事与情报基础设施。这场袭击导致多名伊朗高级官员丧生，其中包括梅赫拉比和时任副参谋长的迈赫迪·拉巴尼将军。伊朗国家媒体和官方声明称梅赫拉比和拉巴尼为“烈士”，强调他们在两伊战争中的服役和他们在武装部队中的资历。